# Projekt 1400
Projekt 1400 (v kódu NATO třída Zhuk) je třída hlídkových člunů sovětského námořnictva z doby studené války. Čluny byly primárně určeny pro ochranu sovětských hranic. Třída byla stavěna v několika verzích a exportována do řady dalších zemí.

## Stavba

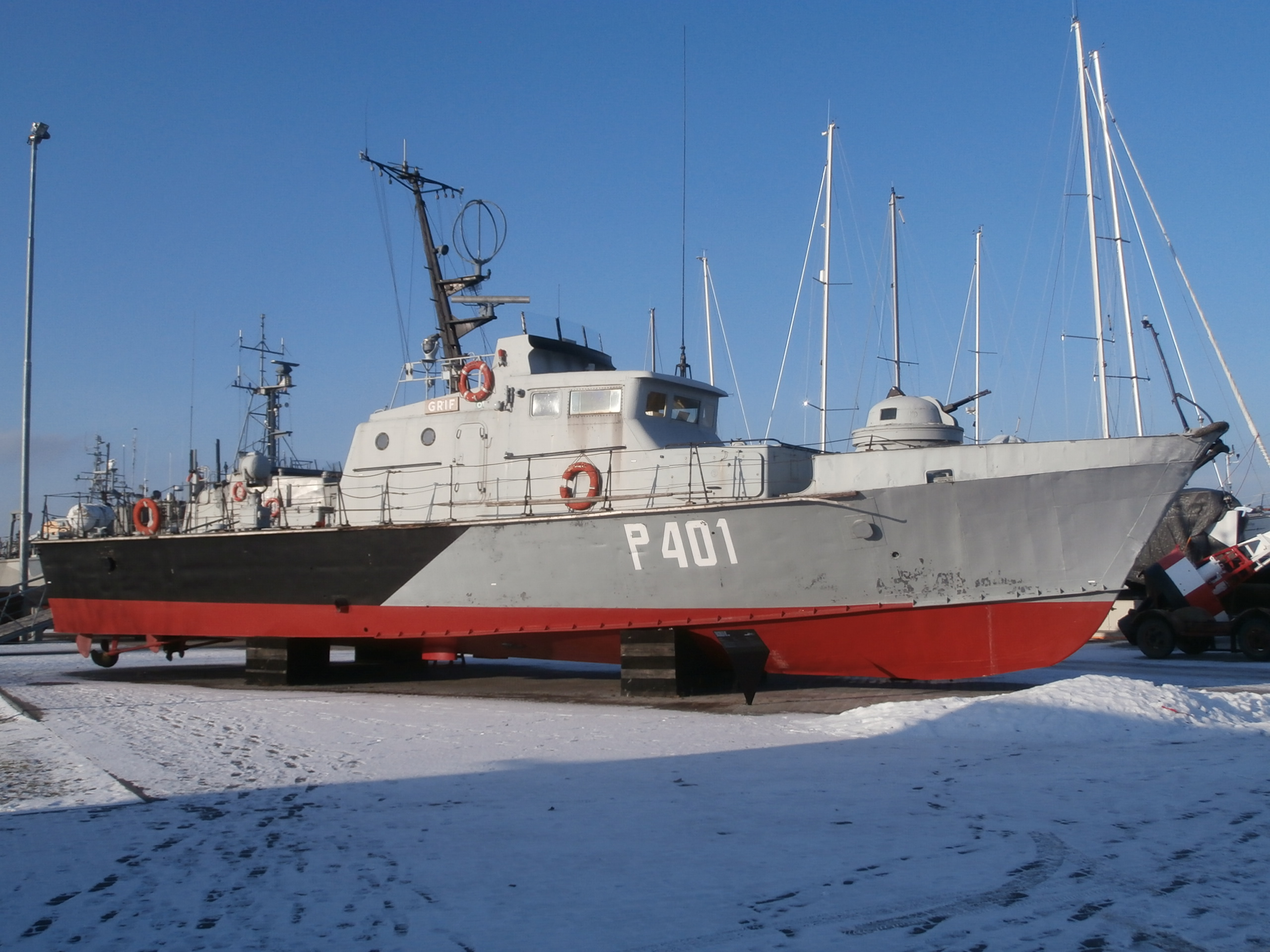
Grif (P401)

Hlídkové čluny této třídy byly objednány KGB. Do služby vstupovaly od roku 1968. Přesný počet postavených člunů není znám. Podle některých zdrojů přesáhl 200 člunů.

## Konstrukce
Výzbroj sovětských plavidel projektu 1400 tvořily dva 14,5mm kulomety. Čluny byly vybaveny navigačním radarem. Pohonný systém tvořily dva diesely M-50, o celkovém výkonu 2400 hp, pohánějící dva lodní šrouby. Nejvyšší rychlost dosahovala 30 uzlů. Dosah byl 4520 námořních mil při rychlosti 13 uzlů.

## Uživatelé[1]

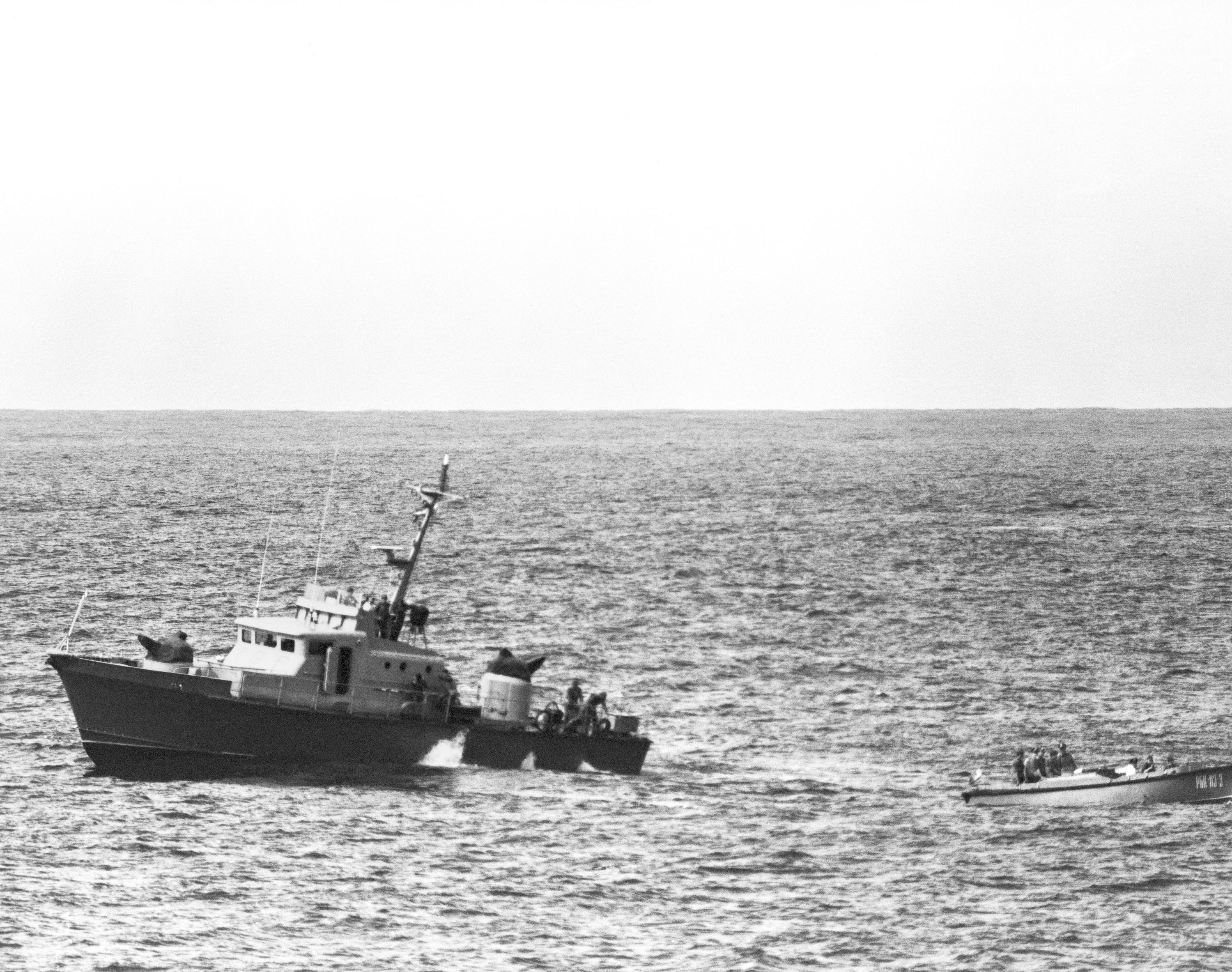
Hlídkový člun projektu 1400 kubánského revolučního námořnictva

- Alžírsko, Alžírské námořnictvo – 1 člun projektu 1400ME dodaný 22. května 1981.
- Angola, Angolské námořnictvo – 1 člun projektu 1400ME dodaný roku 23. ledna 1977.
- Ázerbájdžán, Ázerbájdžánské námořnictvo – 1 člun.
- Benin – 4 čluny projektu 1400ME dodané v letech 1979–1980.
- Bulharsko, Bulharské námořnictvo – 14 člunů projektu 1400ME dodaných v letech 1977–1981.
- Demokratická republika Kongo – 3 čluny projektu 1400ME dodané v letech 1982–1984.
- Eritrea – 2 čluny projektu 1400ME (původně etiopské).
- Estonsko, Estonské námořnictvo – 2 čluny projektu 1400M.
- Etiopie – 4 čluny, 2 potopeny ve válce s Eritreou.
- Guinea – celkem 7 člunů (3× projekt 1400, 2× projekt 1400E, 2× projekt 1400ME).
- Gruzie, Gruzínské námořnictvo – cca 10 člunů.
- Irák, Irácké námořnictvo – 5 člunů projektu 1400E a 1400M dodaných v letech 1974–1975.
- Jižní Jemen – 9 jednotek projektu 1400 ME dodané v letech 1978–1987.
- Kapverdy – 3 čluny projektu 1400ME dodané roku 1980.
- Kambodža – 2 čluny projektu 1400ME dodané v letech 1985 a 1988.
- Kamerun – 3 čluny projektu 1400ME dodané v letech 1985–1987.
- Kazachstán – 4 čluny.
- Kuba, Kubánské revoluční námořnictvo – 40 člunů ve verzích projekt 1400, 1400E, 1400M a 1400 ME.
- Mauricius – 2 čluny projektu 1400ME dodané roku 1990.
- Mosambik, Mosambické námořnictvo – 3 čluny projektu 1400ME dodané v letech 1979–1980.
- Nikaragua – 8 člunů dodaných v letech 1982–1986 z Kuby.
- Rovníková Guinea, Námořnictvo Rovníkové Guiney – 1 člun projektu 1400 dodaný roku 1971 a dva čluny projektu 1400E z let 1974–1975.
- Rusko, Ruské námořnictvo.
- Severní Jemen – 2 čluny projektu 1400E dodané roku 1975.
- Seychely – 2 čluny projektu 1400ME v letech 1981–1982.
- Somálsko – 1 člun projektu 1400E dodaný roku 1974.
- Sovětský svaz, Sovětské námořnictvo – hlavní uživatel.
- Sýrie, Syrské arabské námořnictvo – 8 člunů projektu 1400ME dodaných v letech 1981–1985.
- Turkmenistán, námořnictvo Turkmenistánu – 5 člunů z roku 1992.
- Ukrajina, Ukrajinské námořnictvo – 32 člunů.
- Vietnam, Vietnamské lidové námořnictvo – 14 člunů projektu 1400ME dodaných v letech 1978–1990.